# 第12届大众电影百花奖
第十二届《大众电影》百花奖是中国电影家协会為表彰1988年度杰出华语片颁发的群众性奖项。
本届百花奖与第9届金鸡奖原定于1989年8月24日在新疆乌鲁木齐市举办颁奖典礼。称因“新疆有关部门正集中精力贯彻落实中央四中全会精神，（颁奖典礼）准备不足而被迫取消。”主办单位——中国电影家协会因时间原因，将颁奖改为“送奖上门”:12。演员刘晓庆再次蝉联最佳女演员，保持记录至今。
此次双奖评选，百花奖与金鸡奖均有争议，两者评选当年影片的结果亦悬殊太大:64。

## 评选章程
- 奖项设置：最佳故事片（含戏曲片，3个）及最佳男、女演员（各1个），最佳男女配角（各1个）
- 评选范围：1989年1月1日前上映、并不曾列入之前百花奖候选名单的国产新片。[1]

## 时间表
- 1989年3月10日，《大众电影》1989年3、4月刊公布评选办法、候选名单和选票[1][5]。
- 1989年5月10日、6月10日，《大众电影》1989年5、6月刊两次刊载阶段性票选结果[6][7]。
- 1989年6月10日，投票截止。
- 1989年9月10日，《大众电影》1988年9月刊公布获奖名单及未获奖的前两名影片和演员，本届百花奖收到114,506张选票[8]。

## 得奖名单
|               | 最佳故事片                             | 最佳男演员                          | 最佳女演员                          | 最佳男配角                                  | 最佳女配角                            |
| ------------- | -------------------------------------- | ----------------------------------- | ----------------------------------- | ------------------------------------------- | ------------------------------------- |
| 获奖          | 《春桃》 《寡妇村》 《共和国不会忘记》 | 姜文《春桃》                        | 刘晓庆《春桃》                      | 申军谊《快乐英雄》                          | 巩俐《代号美洲豹》                    |
| 未获奖的前2名 | 《疯狂的代价》 《摇滚青年》            | 申军谊《杀手情》 严顺开《阿潭内传》 | 林芳兵《残酷的欲望》 谭小燕《轮回》 | 唐国强《共和国不会忘记》 谢园《疯狂的代价》 | 于莉《寡妇村》 萨仁高娃《欲望的火焰》 |
| 候选总数      | 49部                                   | 33人                                | 29人                                | 26人                                        | 21人                                  |

## 奖项相关

### 取消颁奖活动原因
新华社报道中，中国电影家协会解释取消金鸡奖和百花奖颁奖活动原因，说“这样在资金上可以节约一些,也以此加强与各电影厂的联系。”有评论者对此报道批评，认为不该把中国电影家协会被迫作出“送奖上门”的决定说成“节约”。取消颁奖活动的真实原因，因“没有‘节约’和‘加强联系’铆得合时，于是记者避而不说。”:12

### 奖项争议
此次双奖评选，金鸡奖与百花奖均有争议，两者评选当年影片的结果亦悬殊太大:64。百花奖普遍认为更具代表性。
百花奖的争议有两点，一是，票数太少，不能代表民意；二是，影片选得不准确，缺乏权威性。有作者认为，百花奖的一张选票可能代表一个群体的意见，11万张的票数亦高于苏联、日本权威电影刊物的评选活动。同时，百花奖是读者评选，“不是全民性的民意测验”。亦不能“忽视百花奖的性质，要求它反映专家的看法，或者要求它反映文艺领导部门的看法”:63—64。